# Répercussions (téléfilm, 2022)
Pour plus de détails, voir Fiche technique et Distribution.
Répercussions est un téléfilm français réalisé en 2022 par Virginie Wagon d'après un scénario de Loïc Belland, Alexis Le Sec et Raphaëlle Desplechin, et diffusé pour la première fois en France le 6 décembre 2023 sur France 2.
Cette fiction est une coproduction de Day for Night Productions et Enfant Sauvage pour France 2, réalisée avec le soutien de TV5 Monde, de la région Auvergne-Rhône-Alpes et du département de la Charente-Maritime,.
Le téléfilm a obtenu le prix du meilleur scénario au Festival TV de Luchon 2023,,,.

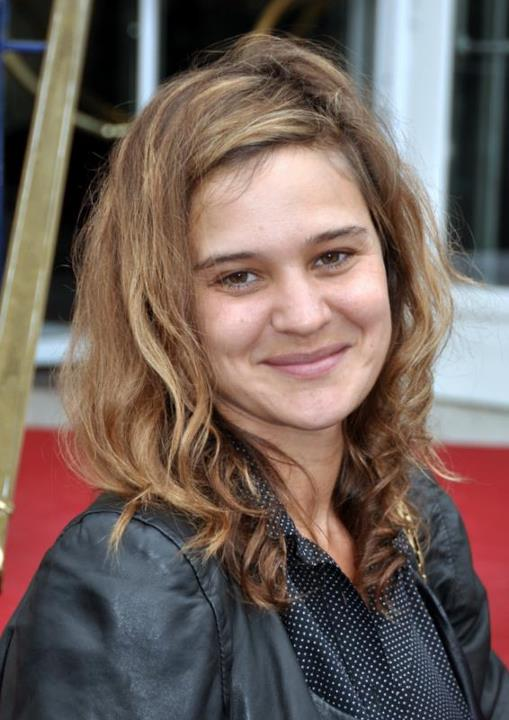
Marie Denarnaud.

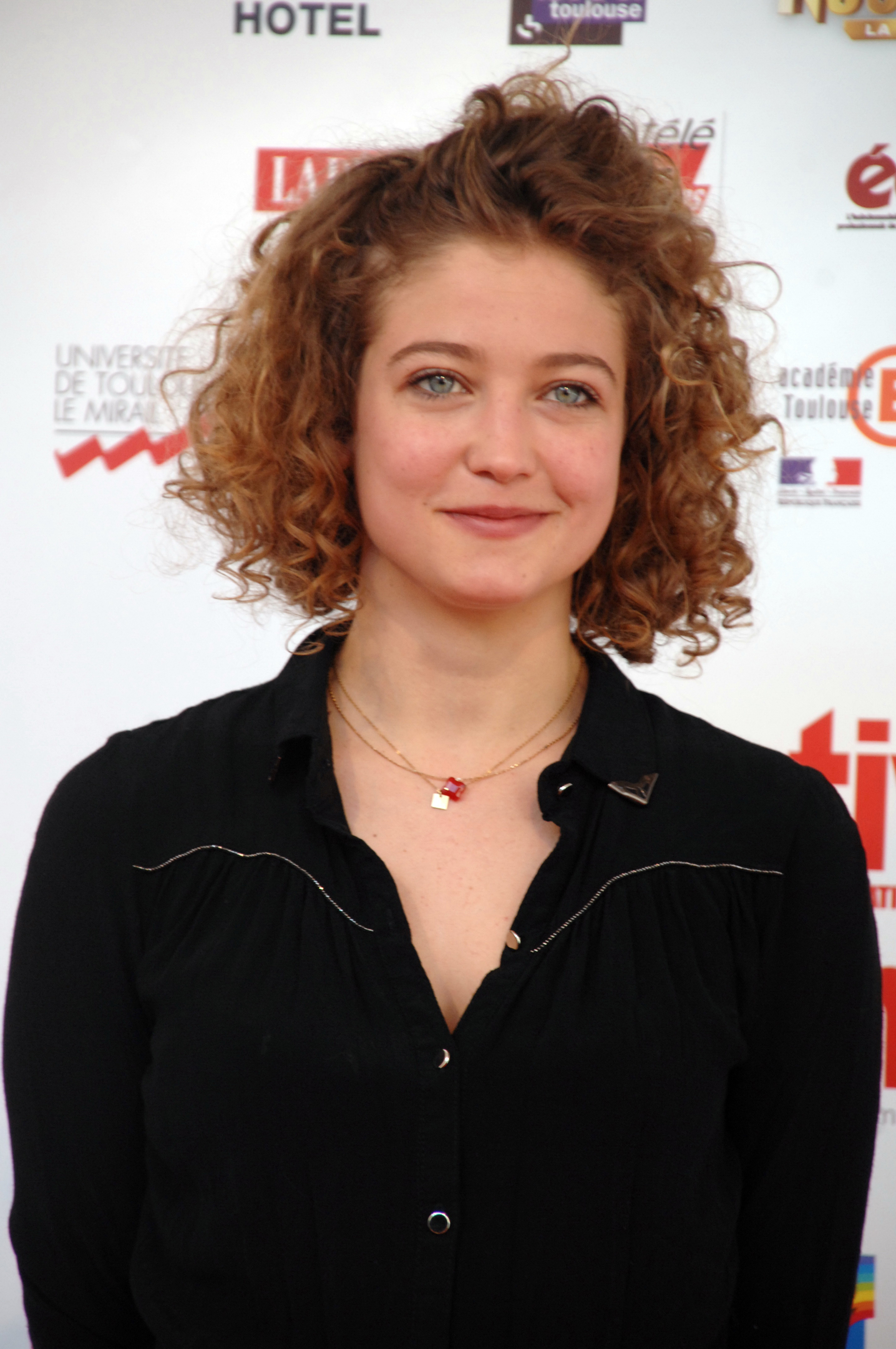
Sophie de Fürst.

## Synopsis
Une bande d'amis apprennent que l'un des leurs est mort sur la route après une soirée anniversaire bien arrosée. Salomé, la veuve, absente des festivités ce soir là, tombe des nues quand on lui apprend que Sébastien, si prudent au volant, a été retrouvé avec plus de deux grammes d'alcool dans le sang…

## Fiche technique
- Titre français : Répercussions
- Réalisation : Virginie Wagon[1],[2],[4],[7]
- Scénario : Loïc Belland, Alexis Le Sec et Raphaëlle Desplechin[1],[2],[4],[7]
- Musique : Philippe Kelly[2],[4]
- Décors : Caroline Bourlier
- Costumes : Caroline Tavernier
- Photographie : Philippe Lardon[2],[4]
- Son : Éric Masson[2],[4]
- Montage : Johanna Turpeau[2],[4]
- Production : Jan Vasak, Camille Monin[1],[2],[4]
- Sociétés de production : Day for Night Productions, Enfant Sauvage[1],[2]
- Pays de production :  France
- Langue originale : français
- Format : couleur
- Genre : Drame[2]
- Durée : 90 minutes[1],[2]
- Dates de première diffusion : 6 décembre 2023 sur France 2[8],[9],[6]

## Distribution
- Marie Denarnaud : Salomé Marigny
- Charlie Dupont : Sébastien Marigny
- David Kammenos : Paul
- Sophie de Fürst : Julie
- Lannick Gautry : Ethan
- Mark Grosy : juge Éric Colville
- Jérémie Barrière : Corentin
- Maxime Attard : Léo
- Pierre Cevaer : Gilles
- Zéli Marbot : Alice
- Charline Paul : Élisabeth

## Production

### Genèse et développement
Le scénario est de la main de Loïc Belland, Alexis Le Sec et Raphaëlle Desplechin d'après une idée originale de Loïc Belland, et la réalisation est assurée par Virginie Wagon,,,,.
La production est assurée par Jan Vasak pour Day for Night Productions,,.

### Attribution des rôles
Marie Denarnaud interprète le rôle principal. À Télépro qui lui demande pourquoi elle a accepté de jouer le rôle de Salomé, l'actrice répond : « Dans la proposition de la réalisatrice Virginie Wagon, j'ai adoré que l'accident marque un avant et un après dans la vie de cette femme. Désormais, rien ne sera plus pareil car elle passera son temps à se demander si, si, si… Mais Salomé est dans un état d'esprit de combativité car Virginie n'a pas voulu en faire une veuve éplorée. Malgré ce drame qui la plonge dans un état psychologique vertigineux, elle doit survivre et cette enquête sur les circonstances de l'accident l'aide à traverser son deuil. Mais face à ses amis, pour découvrir la vérité, elle doit affronter des moments violents. Cette situation complexe m'intéressait ».
Concernant la réalisatrice, Marie Denarnaud est très positive : « Je trouve que Virginie Wagon, la réalisatrice de Répercussions, a réussi à s'emparer d'une histoire qui était au départ un peu manichéenne et a construit quelque chose de très fin ».

### Tournage
Le tournage se déroule du 27 janvier au 24 février 2022 à Lyon,, dont une scène à l'intérieur du café de la Place à Tassin-la-Demi-Lune.

## Accueil

### Diffusions et audience
En France, diffusé le 6 décembre 2023 sur France 2, le téléfilm est regardé par 3 260 000 téléspectateurs et se classe premier en termes d'audience.

### Distinction
- Festival TV de Luchon 2023 : prix du meilleur scénario[3],[4],[5],[6],[13]

### Accueil critique
Pour Ciné-Télé-Revue, Marie Denarnaud « excelle dans la peau de la veuve d'un homme qui meurt sur la route après une soirée d'anniversaire trop arrosée ».
Agathe Moreaux, de Télé-Loisirs émet un avis tout en nuances : « Dans un pays comme la France où l'alcool fait partie de la culture, la question de la responsabilité des personnes face à la consommation est un vrai sujet auquel s'essaye Répercussions. Encore faut-il s'y prendre avec nuance et ne pas tomber dans la caricature ou la morale. Ian Vasak, le producteur a pensé au projet en s'adressant à Virginie Wagon (Harcelée) habituée des sujets dits "difficiles" […] Marie Denarnaud, choisie par la réalisatrice pour son jeu presque organique, donne au personnage une grande humanité quand Charlie Dupont campe un Sébastien haut en couleur. Dans la fiction qui présente quelques longueurs, le sujet est traité à sa juste valeur et les raccourcis ne trahissent pas le propos du téléfilm. Plutôt que de conclure sur des bons sentiments, la fin est plus complexe… Un programme nécessaire et porteur d'espoir »
Le magazine Télé 2 semaines donne 2 étoiles au téléfilm : « Malgré quelques maladresses, un drame sensible et émouvant qui doit beaucoup à l'interprétation intense et d'une grande justesse de Marie Denarnaud, David Kammenos, Sophie De Fürst et Charlie Dupont ».
Le Parisien donne 4 étoiles sur 5 à Répercussions : « Loin de faire la morale, ce téléfilm très concernant au scénario récompensé par le festival de Luchon et inspiré d'un fait divers, met chacun face à ses petits arrangements, avec la vie, ses petites lâchetés, ses vraies responsabilités ».